# 弗洛伦泰因·霍夫曼
弗洛伦泰因·霍夫曼（荷蘭語：Florentijn Hofman，1977年4月16日—），生于荷兰格罗宁根省代尔夫宰尔，荷兰概念藝術家。

## 生平
霍夫曼早年在荷兰坎彭的基督教美术学院，今名ArtEZ兹沃勒艺术与设计学习，于2000年毕业。随后，他自德国柏林的柏林－魏森塞艺术学院获得了硕士学位。此后他以荷兰鹿特丹为基地，开始从事在公共空间创作巨大造型物的活动。

## 作品
霍夫曼的作品很多，主要作品有“三架三角钢琴”(Three grand pianos，2006年于荷兰西弗里西亚群岛斯希蒙尼克島展出），“大黄兔”（Stor Gul Kanin，2011年于瑞典厄勒布鲁展出）等等。他的作品橡皮鴨自2007年起先后在世界各地展出。
2014年，他設計的大章魚放置在深圳市鹽田區鹽田中央公園。
2017年9月，他的長鼻象作品在深圳萬象天地啟幕。